# Förstånd

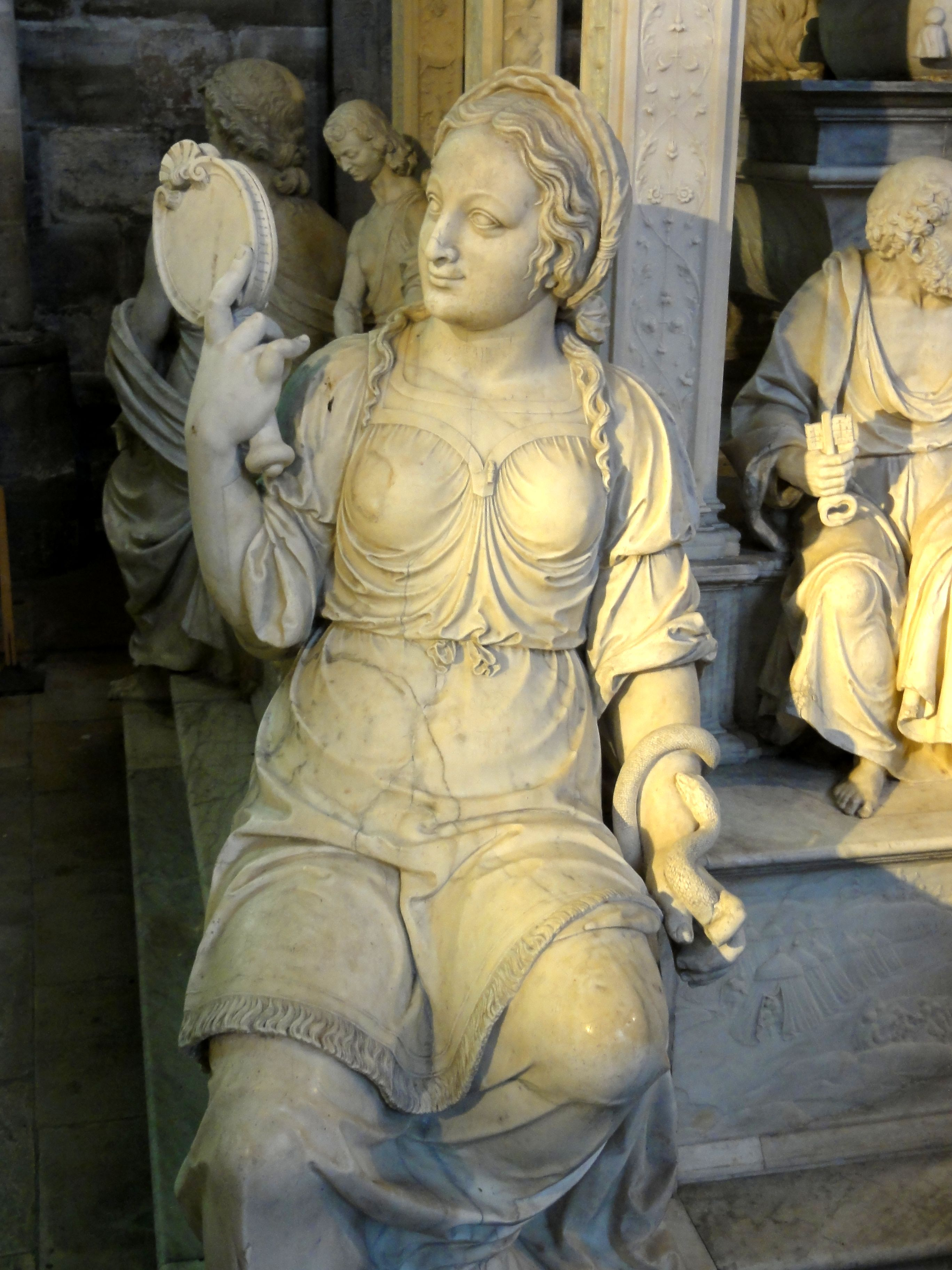
Prudentia med sina attribut: spegel och orm, detalj från det monument som restes 1514 över den franske kungen Ludvig XII i St Denis, Paris

Förstånd (latin: prudentia) eller klokhet, emellanåt används ordet sapientia, är en av de fyra kardinaldygderna. Den är som sådan skild från listighet genom att bara verka för godhet och kunskap genom att införliva erfarenhet och eftertänksamhet.

## Inom konsten

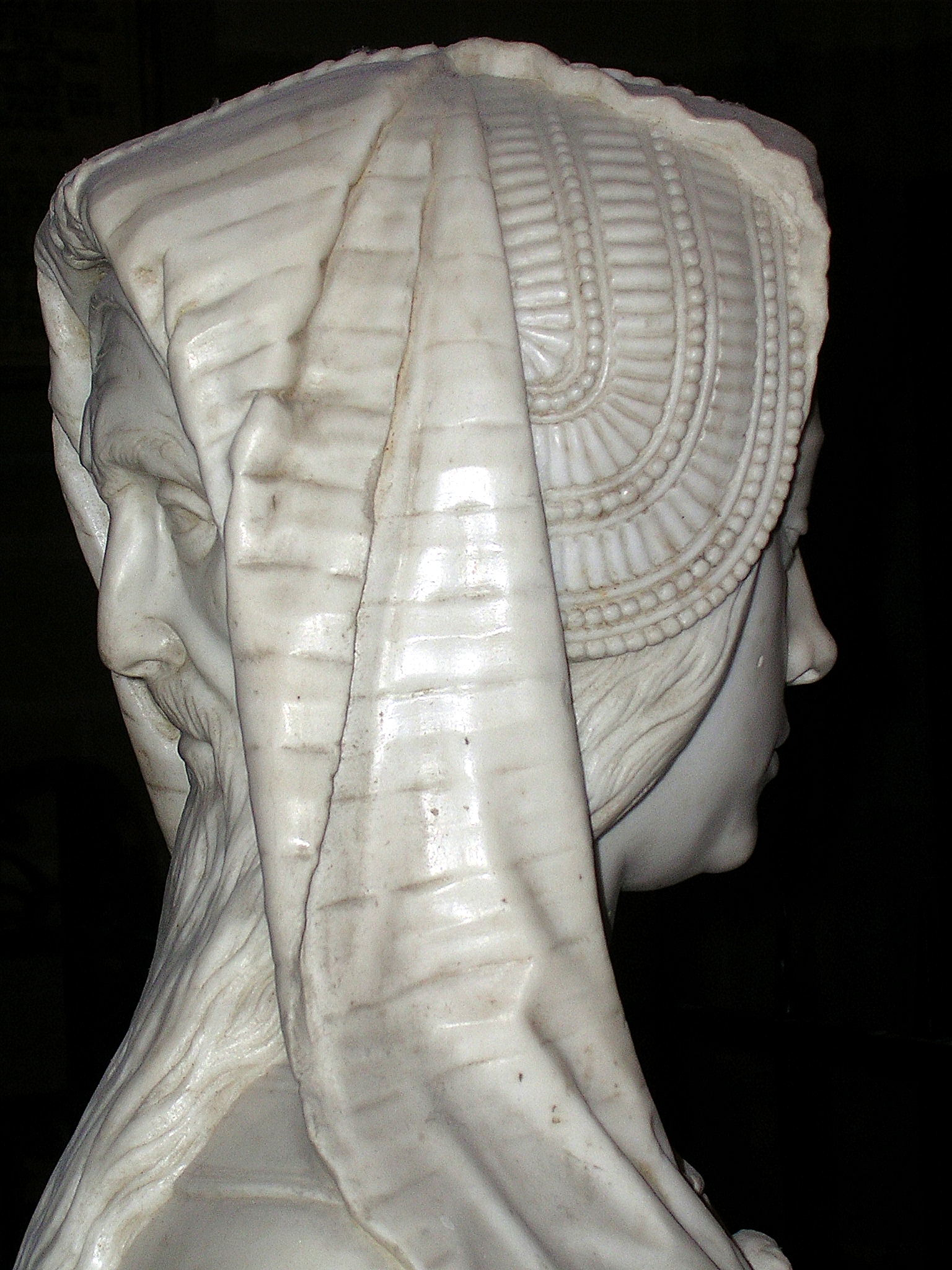
Prudentia med Janusansikte.

Förståndet, inom konsten ibland namngiven Prudentia, avbildas ofta som en vacker kvinna med ett janusansikte, där det andra bakre ansiktet ofta avbildar en gammal mans ansikte. I sin ena hand kan hon hålla en spegel och i den andra en pil med en sugfisk. Janusansiktet symboliserar den genom erfarenhet förvärvade kunskapen och förmågan att lära av det förgångna. Dygden klokhet innebär inte bara bildning - lika viktig är erfarenheten för att förståndigt kunna tillämpa förvärvad kunskap. Sugfisken symboliserar eftertänksamhet; när dessa sög sig fast på fartyg fick de dessa att segla långsammare eller till stopp trots gynnsamma vindar. Det latinska namnet för sugfisk är remora remora och remoris betyder långsam. Att den ringlar runt en pil symboliserar därför att den kloke skyndar långsamt. Spegeln symboliserar vikten av att se sina egna fel och brister.
Prudentia kan också avbildas också med gyllene hjälm och en krans av mullbärsblad. Då står hjälmen för klokhet och mullbärsträdet för eftertänksamhet.

## I svensk kultur
Förståndet har personifierats i Landskrona kommunvapen som en av två sköldhållare. Hållande i högra handen en orm och i den vänstra en spegel. 
Axel Oxenstierna lär ha sagt till sin son Johan, som inför resan till Münster tvivlade på sin förmåga att förhandla för Sverige i den westfaliska freden:
An nescis, mi fili, quantilla prudentia mundus regatur
Vilket ungefär betyder "Vet du inte, min son, med hur litet förstånd världen styrs?".